# 定州市 (平安北道)
定州市（チョンジュし）は、朝鮮民主主義人民共和国平安北道に属する市。 DAE LIONG川江下流の沖積平野と黄海沿岸の海岸平野が連なった広大な博川平野に位置し，北朝鮮有数の穀倉地帯となっている。真鍮製品の名産地。

## 地理
平安北道の南部、黄海の西朝鮮湾に面し、郭山平野の中心に位置する。西に郭山郡、北に亀城市、北東に泰川郡、東に雲田郡と隣接する。

## 行政区画
14洞・18里を管轄する。
| - 高峴洞（コヒョンドン） - 南鉄洞（ナムチョルトン） - 㺚川洞（タルチョンドン） - 龍浦洞（リョンポドン） - 北将洞（プクチャンドン） - 三馬洞（サンマドン） - 上端洞（サンダンドン） - 西州洞（ソジュドン） - 城南洞（ソンナムドン） - 新川洞（シンチョンドン） - 艾島洞（エドドン） - 駅前洞（ヨクチョンドン） - 五龍洞（オリョンドン） - 五山洞（オサンドン） | - 南陽里（ナミャンニ） - 南湖里（ナモリ） - 大山里（テサンニ） - 大松里（テソンニ） - 独将里（トクチャンニ） - 宝山里（ポサンニ） - 西湖里（ソホリ） - 石山里（ソクサンニ） - 細馬里（セマリ） - 新峯里（シンボンニ） - 新安里（シナンニ） - 岩頭里（アムドゥリ） - 五星里（オソンニ） - 円峯里（ウォンボンニ） - 月陽里（ウォリャンニ） - 逸海里（イレリ） - 沈香里（チミャンニ） - 黒麓里（フンノンニ） |

## 歴史
平壌から北の義州へ向かう際の道筋に位置する。高麗時代、この地の人々はモンゴルの侵攻に降らず、その功績で定遠大都護府に昇格された。朝鮮王朝時代には定州牧であり、19世紀初頭には朝鮮王朝後期最初の大規模な叛乱事件である洪景来の乱が定州城で終焉を迎えた。
鍮器の生産で知られ、商業が発達した。1896年に十三道制が敷かれた当時は、平安北道の道観察使（道庁）所在地であった。

### 年表
この節の出典
- 高麗 - 亀州に所属する。
- 1231年 - 定遠大都護府が置かれる。のち、定州牧となる。
- 朝鮮王朝 - 定州となる。
- 1811年 - 洪景来の乱。
- 1895年 - 義州府定州郡となる（二十三府制）。
- 1896年 - 平安北道定州郡となり、道観察使が置かれる。
- 1905年 - 京義線が開通。
- 1914年4月1日 - 郡面併合により、平安北道郭山郡の大部分(北面の一部を除く)が定州郡に編入。定州郡に以下の面が成立。(19面)
  - 邑部面・馬山面・葛山面・大田面・古邑面・海山面・新安面・徳達面・伊彦面・阿耳浦面・南面・西面・東州面・高峴面・郭山面・臨海面・安興面・玉泉面・観舟面
- 1918年 - 邑部面が定州面に改称。(19面)
- 1931年4月1日 - 定州面が定州邑に昇格。(1邑18面)
- 1939年 - 平北線が開通。(1邑12面)
  - 古邑面が古徳面に改称。
  - 新安面・東州面・高峴面が合併し、高安面が発足。
  - 徳達面・伊彦面・阿耳浦面が合併し、徳彦面が発足。
  - 南面・西面が合併し、南西面が発足。
  - 臨海面・海山面が合併し、臨浦面が発足。
- 1947年 - 定州邑が定州面に降格。(13面)
- 1952年12月 - 郡面里統廃合により、平安北道定州郡定州面・高安面・徳彦面および南西面の一部地域をもって、定州郡を設置。定州郡に以下の邑・里が成立。(1邑22里)
  - 定州邑・西州里・大松里・龍浦里・新安里・高峴里・延峯里・独将里・岩頭里・鳳鳴里・上端里・南陽里・南湖里・宝山里・西湖里・新川里・円峯里・沈香里・月陽里・新峯里・大山里・石山里・五星里
- 1954年10月 - 雲田郡五山里・黒麓里・光東里・逸海里・細馬里・艾島労働者区および五龍里・日新里・隠鳳里の各一部を編入。(1邑1労働者区28里)
  - 隠鳳里が五龍里に編入。
  - 日新里が五山里に編入。
- 1958年6月 - 雲田郡日新里を編入。(1邑1労働者区29里)
- 1961年 - 鳳鳴里が龍浦里、亀城郡元鎮里に分割編入。(1邑1労働者区28里)
- 1992年 (1邑4労働者区23里)
  - 西州里および独将里の一部が合併し、西州労働者区が発足。
  - 五山里・日新里・光東里が合併し、五山労働者区が発足。
  - 龍浦里が龍浦労働者区に昇格。
- 1994年 - 定州郡が定州市に昇格。(14洞18里)
  - 定州邑の一部が分立し、北将洞・駅前洞・㺚川洞・南鉄洞が発足。
  - 西州労働者区の一部が分立し、西州洞・三馬洞が発足。
  - 定州邑の残部・西州労働者区の残部が合併し、城南洞が発足。
  - 五山労働者区が五山洞に昇格。
  - 龍浦労働者区が龍浦洞に昇格。
  - 艾島労働者区が艾島洞に昇格。
  - 上端里が上端洞に昇格。
  - 新川里が新川洞に昇格。
  - 高峴里が高峴洞に昇格。
  - 五龍里・延峯里が合併し、五龍洞が発足。

## 産業
伝統産業としては、馬山面納清（ナプチョン）でつくられる鍮器が「良大鍮器」と呼ばれ有名であった。朝鮮戦争時に越南した技術者（方字鍮器匠）が、韓国の重要無形文化財第77号に指定されている。

## 交通

### 鉄道
- 平義線：古邑駅 - 定州青年駅 - 下端駅
- 平北線：定州青年駅 - 鳳鳴駅

## 出身者
- 李昇薫 － 商人、五山学校創設者、1864年定州生まれ。
- 方応謨 － 言論人、1883年定州生まれ。
- 李光洙 － 作家、1892年定州生まれ。
- 徐椿 － 言論人、1894年定州生まれ。
- 金億 － 作家、1896年定州生まれ。
- 李石薫 － 作家、1907年定州生まれ。
- 文鮮明 － 統一教会教祖、1920年定州郡徳彦面生まれ。
- 洪允淑 － 詩人、1925年定州郡生まれ。
- 洪成南 － 北朝鮮の政治家、1929年定州郡生まれ。